# Ilias Iliadis
Ilias Iliadis, gr. Ηλίας Ηλιάδης (ur. 10 listopada 1986 jako Dżardżi Zwiadauri) – grecki judoka gruzińskiego pochodzenia, zdobywca złotego medalu w kategorii do 81 kg na Letnich Igrzyskach Olimpijskich 2004 w Atenach oraz brązowego medalu w kategorii do 90 kg na Letnich Igrzyskach Olimpijskich 2012 w Londynie. Był uczestnikiem Letnich Igrzysk Olimpijskich 2008 w Pekinie, jednak odpadł w początkowej fazie rywalizacji. Trzykrotnie zdobywał złote medale na mistrzostwach świata w roku 2010, 2011, 2014, dwukrotnie srebrne w roku 2005, 2007 oraz brązowy medal w roku 2013 w kategorii do 90 kg. W 2004 został mistrzem Europy w Bukareszcie, zwyciężając w kategorii do 81 kg, a w 2011 zdobył mistrzostwo w wyższej kategorii, do 90 kg. Jest także dwukrotnym złotym medalistą Igrzysk Śródziemnomorskich 2005 oraz Igrzysk Śródziemnomorskich 2009.

## Pochodzenie
Dżardżi Zwiadauri urodził się 10 listopada 1986 w Tbilisi w Gruzji. W wieku 13 lat został adoptowany przez gruzińskiego judokę z greckimi korzeniami. Jego przybrany ojciec, Nikos musiał przedwcześnie zakończyć sportową karierę ze względu na kontuzję. Po upadku Związku Radzieckiego, Nikos opuścił Gruzję w 1993 roku i osiedlił się z powrotem w Grecji, gdzie otworzył klub judo z dwoma braćmi. Zaraz po adopcji Zwiadauriego w 1999 roku, Dżardżi zmienił nazwisko na Ilias Iliadis. Iliadis jest kuzynem reprezentanta Gruzji w judo Zuraba Zwiadauriego, który również jest mistrzem olimpijskim z Aten z roku 2004.

## Igrzyska Olimpijskie

### Igrzyska Olimpijskie 2004
Na Igrzyskach Olimpijskich 2004 rywalizował w kategorii półśredniej do 81 kg. W pierwszej rundzie pokonał reprezentanta Australii Morgana Endicotta-Daviesa, pokonując go techniką Ippon Seoi-nage. Po pokonaniu w ćwierćfinale Argentyńczyka Ariela Sgangi, w półfinale Yong Woo-Kwona, w walce o finał Dimitrija Nosowa, Iliadis zmierzył się w finale z Ukraińcem Roman Hontiukiem, pokonując go techniką Ippon Seoi-otosh.

### Igrzyska Olimpijskie 2008 i 2012
Na Igrzyskach Olimpijskich 2008 został wyeliminowany już w pierwszej walce, przegrywając z Holendrem Markiem Huizingą, który dwanaście lat wcześniej zdobył złoty medal olimpijski na Letnich Igrzyskach Olimpijskich 1996 w Atlancie. Na Igrzyskach Olimpijskich 2012 w Londynie zdobył brązowy medal w kategorii do 90 kg, pokonując w walce o 3. miejsce Tiago Camilo.

### Igrzyska Olimpijskie 2016
Na igrzyskach w Rio de Janeiro Iliadis odpadł w pierwszej rundzie zawodów po porażce z Chińczykiem Chengiem Xunzhao. Po nieudanym występie ogłosił zakończenie kariery.

## Życie pozasportowe
Jest żonaty z Natalią Grigoriadis, z którą ma dwoje dzieci: córkę Marię i syna Iraklisa.